# Antoine Stip
Antoine Stip est un acteur français, né à Angers, connu notamment pour son rôle dans la série Cut ! dans laquelle il interprète le rôle de Charles de Kervelec, et Gaspard Watson dans OPJ, pacifique sud.
Il est aussi la voix de Roger, le mari de Jeannette dans la série Un gars, une fille.
Il a participé à plusieurs films français dont Podium, Jean-Philippe et La Rafle.

## Biographie
Antoine Stip est un acteur français connu pour avoir joué dans plusieurs films français. En 1998, il joue dans L'Homme au masque de fer et sept ans plus tard dans Jean-Philippe. Connu aussi pour avoir participé à plusieurs séries télévisées, l'acteur joue en 2008 dans la série Chante !. En 2010, il interprète le professeur Saul Traube dans le film La Rafle. La même année, il joue le rôle de Denis Lestournier dans la série Plus belle la vie pour la septième saison. Depuis 2013, il joue le rôle de Charles de Kervelec dans la série Cut ! Et depuis 2019, il campe le rôle de Gaspard Watson dans la série OPJ, Pacifique Sud.

## Filmographie

### Cinéma
- 1993 : Le Nombril du monde : soldat Marie
- 1998 : L'Homme au masque de fer
- 1998 : Sea Devils : Sam Spencer
- 1999 : Innocent de Costa Natsis
- 2002 : Fleurs de sang d'Alain Tanner et Myriam Mézières
- 2004 : La Planque
- 2004 : Podium
- 2005 : Au suivant ! : l'acteur souriant
- 2005 : Jean-Philippe : Denis Loman
- 2006 : C'est beau une ville la nuit de Richard Bohringer
- 2010 : La Rafle : professeur Saul Traube

### Télévision
- 1996 : Les Vacances de l'amour
- 1995 : Tramps, le vagabond des mers (France 3) de Neil Hollander : Sam Spencer (rôle principal)
- 1997 : Un petit grain de folie
- 1999 - 2005 : Un gars, une fille (saison 1 à 5) : Roger
- 2001 : Un homme à défendre : Bernard
- 2005 : Léa Parker
- 2006 : Section de recherches (saison 1) : Thierry Carrel
- 2007 : La Compagnie des glaces (saison 1) : l'homme du froid
- 2007 : RIS police scientifique (épisode 1) : Mario Biasi
- 2008 : Chante ! : Angelo, patron de Tina
- 2008 : Pas de secrets entre nous (M6 ) Ballack
- 2009 : Julie Lescaut (saison 18, épisode 4) : Christian Flachard
- 2009 : Les Bleus, premiers pas dans la police : Gilles Carvin
- 2010 : Plus belle la vie (saison 7) : Denis Lestournier
- 2011 : Paris, la ville à remonter le temps (Canal plus) de Xavier Lefèvre
- 2011 : Milk Shake TV
- 2013 - 2018: Cut ! : Charles de Kervelec (saisons 1 à 6)
- 2015 : Secret d'hiver : notaire de Paris
- 1996 - 2020 : Groland (150 sketchs)
- 2018 : Meurtres en Haute-Savoie de René Manzor : Marc Herbier
- 2019 : O.P.J. : Gaspard Watson